# Liste der Bodendenkmäler in Kirchberg im Wald
Auf dieser Seite sind die Bodendenkmäler in der niederbayerischen Gemeinde Kirchberg im Wald zusammengestellt. Diese Tabelle ist eine Teilliste der Liste der Bodendenkmäler in Bayern. Grundlage ist die Bayerische Denkmalliste, die auf Basis des Bayerischen Denkmalschutzgesetzes vom 1. Oktober 1973 erstmals erstellt wurde und seither durch das Bayerische Landesamt für Denkmalpflege geführt wird. Die folgenden Angaben ersetzen nicht die rechtsverbindliche Auskunft der Denkmalschutzbehörde.

## Bodendenkmäler in Kirchberg im Wald
| Lage                        | Objekt | Akten-Nr.     | Bild                                   |
| --------------------------- | --- | ------------- | -------------------------------------- |
| Kirchweg (Standort)         | Untertägige Befunde der frühen Neuzeit im Bereich der Dorfkapelle in Zell, darunter die Spuren von Vorgängerbauten bzw. älteren Bauphasen.                                                                                      | D-2-7044-0011 | Untertägige Befunde der frühen Neuzeit |
| Gotthardstraße 7 (Standort) | Untertägige Befunde des Mittelalters und der frühen Neuzeit im Bereich der katholischen Pfarrkirche St. Godehard mit zugehörigem Friedhof in Kirchberg im Wald, darunter die Spuren von Vorgängerbauten bzw. älteren Bauphasen. | D-2-7045-0019 | weitere Bilder                         |
| (Standort)                  | Mittelalterlich-frühneuzeitliche Hofwüstung Ober-Altenberg. | D-2-7144-0051 |                                        |
| (Standort)                  | Mittelalterlich-frühneuzeitliche Hofwüstung Unter-Altenberg. | D-2-7144-0052 |                                        |